# Fighting Fantasy
Fighting Fantasy je série singleplayer gamebooků autorů Steva Jacksona a Iana Livingstona. První svazek vyšel v nakladatelství Puffin v roce 1982, práva nakonec v roce 2002 kupuje Wizard Books. Série vyniká zdůrazněním na rozhodnutí hráče, na první straně každé knihy v češtině je text „TY sám rozhodneš, kterými stezkami se vydáš, kterým nebezpečím budeš čelit a se kterými protivníky budeš bojovat!“ Popularita série vedla k vydání navazujících deskových her, časopisů, novel a videoher.

## Přehled
Gamebooky Fighting Fantasy vytvořili britští spisovatelé Steve Jackson (neplést s americkým designérem počítačových her stejného jména) a Ian Livingstone, spoluzakladatelé firmy Games Workshop. Na rozdíl od běžné beletrie v těchto knihách čtenář vezme kontrolu nad příběhem do svých rukou a musí přijmout rozhodnutí, která ovlivní výsledek.
Text není řazen lineárním způsobem, ale je rozdělen na číslované odstavce, kterých je obvykle 400. Čtenář začíná na odstavci 1 výběrem možnosti, která vede k dalším rozhodnutím a rozvíjí tak celkový příběh, který končí tak, že knihu dohraje, nebo je zabit. Série Fighting Fantasy zahrnuje jednoduchý bojový systém (obsahuje UMĚNÍ BOJE, STAMINU a ŠTĚSTÍ), který je spolu s dalšími faktory ovlivňován hodem šestistrannou kostkou. V každé knize musí hráč splnit nějaký úkol, úspěšné řešení příběhu téměř vždy končí na posledním odstavci knihy. Ve většině gamebooků existuje jediné správně řešení, často je k němu potřeba získání určitých předmětů (např. drahokamy v Labyrintu smrti nebo amulety v Chrámu Zkázy).
V českém vydání jsou téměř všechny knihy samostatné (Labyrint smrti a Zápas mistrů na sebe volně navazují) a většinou se odehrávají na fiktivním fantasy světě Titanu, ale nezanedbatelná menšina se odehrává v různých sci-fi vesmírech, které mají svá vlastní pravidla.
Celkem bylo v angličtině napsáno 59 knih, začínající The Warlock of Firetop Mountain (česky Čaroděj z Ohňové hory, Jackson & Livingstone, 1982) a končící Curse of the Mummy (Jonathan Green, 1995). Česky vyšlo 39 titulů v nakladatelství Perseus, čtyřicátý pod jménem Noční smrt již nikoliv. Jackson také napsal samostatnou čtyřdílnou sérii Sorcery! mezi roky 1983 – 1985, která u nás vyšla pod názvem Magie. Andrew Chapman a Martin Allen napsali v roce 1986 dvojknihu Clash of the Prince, dobrodružství pro dva hráče. Bylo vydáno také několik doplňkových knih (pouze anglicky), které poskytují více informací o světě Fighting Fantasy, včetně komplexního bestiáře.
Wizard Books získal práva na sérii Fighting Fantasy v roce 2002, poté publikoval dotisky starších titulů a několika nových titulů, včetně Eye of the Dragon, Bloodbones, Howl of the Werewolf, Stormslayer a Night of the Necromancer.
Všechny gamebooky jsou černobíle ilustrované, včetně celostránkových kreseb a malých obrázků, náhodně roztroušených po celé knize. Mezi pravidelné ilustrátory patřili Lew Edwards, Terry Oakes, Russ Nicholson nebo John Blanche.

## Historie vydání
V roce 1980 se Jackson a Livingstone rozhodli přiživit na nadšení okolo Dungeons & Dragons vytvořením série singleplayer gamebooků. První návrh, The Magic Quest, bylo krátké dobrodružství, které mělo demonstrovat styl hry. The Magic Quest byl nakonec přijat Penguin Books, ačkoli autoři věnovali dalších šest měsíců rozšiřováním a vylepšováním původního konceptu. Konečným výsledkem byl Čaroděj z Ohňové hory, po několika přepsáních byla kniha přijata a v roce 1982 vydaná v sesterském nakladatelství Penguin Books, Puffin Books.
Po úspěchu prvního titulu začali Jackson a Livingstone psát samostatně a vytvořili další dva gamebooky, The Citadel of Chaos (česky Citadela chaosu), resp. The Forest of Doom (česky Prokletý hvozd). Následovaly další čtyři tituly včetně Starship Traveller (česky Raketoplán Poutník), první knihy ze sci-fi prostředí. V roce 1984 padlo rozhodnutí najmout další spisovatele k psaní série.
Ačkoli se tituly prodávaly dobře, rostoucí převaha videoher v 90. letech způsobila postupný pokles prodeje. Sérii bylo naplánováno ukončení jubilejním padesátým dílem nazvaným Return to Firetop Mountain (Livingstone, 1992), ale vzhledem k rostoucímu prodeji bylo naplánováno dalších deset knih. Devět bylo skutečně vydáno a série tak končí Curse of the Mummy (1995). Desátý titul (šedesátý celkově), Bloodbones, byl nakonec vydán Wizard Books v roce 2006.
V roce 2002 kupují Wizard Books práva na Fighting Fantasy a znovu vydávají mnoho starších titulů, ale mění pořadí vydání knih tak, aby se vešly do jejich redukované série (původně měly vyjít pouze gamebooky Jacksona a Livingstona) a začleňují sérii Magie do jejího jádra. Původní obálky jsou nahrazeny novými. Dotisky Wizardů jsou rovněž kritizovány za rozsáhlé chyby v pravidlech; kopírování a vkládání pravidel z Čaroděje z Ohňové hory způsobilo mnoho chyby v pravidlech, ve většině případů se týkají proviantu a lektvarů. Tyto chyby pokračují i v nových číslech, např. čísle 24 Talisman of Death (česky Talisman smrti)
Roku 2005 vychází nová kniha Fighting Fantasy Eye of the Dragon napsaná Ianem Livingstonem, i když původně vychází jako ukázková hra ve svazku Dicing with Dragons. V roce 2006 vychází Talisman smrti Jamieho Thomsona a Sword of the Samurai (česky Samurajův meč) Marka Smithe, což jsou první dva svazky napsané „sekundárními“ autory.
Roku 2007 se slaví 25. výročí Fighting Fantasy. Pro připomenutí této události vydává Wizard ročenku a speciální edici Čaroděje z Ohňové hory, která používá originální obálku z roku 1982 a obsahuje další speciální materiály v zadní části knihy. Kromě toho je kniha vydána v pevné vazbě, na rozdíl od tradičně brožovaných výtisků. Vydávání dalších knih je naplánováno až do roku 2011.

## Prostředí
Většina knih Fighting Fantasy je zasazena do hrdinského fantasy světa Titanu; 46 z 59 původních gamebooků je umístěno sem, stejně jako série Magie. Titan je typickým středověkým fantasy prostředím a skládá se ze tří kontinentů: Allansie, Khulu a Starého světa. Rozptýlené a poněkud nesouvislé informace získané o planetě Titan z gamebooků jsou shromážděny a významně doplněny v čtenářově průvodci nazvaném prostě Titan (Marc Gascoigne, Steve Jackson a Ian Livingstone, 1986).
Legend of Zagor (Livingstone, 1993), gamebook č. 54, se stejně jako první, druhý a čtvrtý díl The Zagor Chronicles (Livingstone, 1993–94) odehrává na jiném fantasy světě, Amarillii.
Třetí fantasy svět, Orb, se objevuje v gamebooku č. 11, Talismanu smrti (Thomson & Smith, 1984). Na Orbu se odehrávají také další gamebooky Thompsona a Smithe z nesouvisející série Way of the Tiger.
Kromě těchto knih se menšina gamebooků odehrává ve sci-fi prostředí. Jedná se o publikace Starship Traveller (česky Raketoplán Poutník, Jackson, 1983), Freeway Fighter (česky Fantom ulice, Livingstone, 1985), Space Assassin (česky Vesmírný zabiják, Chapman, 1985), The Rings of Kether (česky Ketherské bratrstvo, Chapman, 1985), Rebel Planet (česky Planeta vzbouřenců, Waterfield, 1985), Robot Commando (česky Komando robotů, Jackson, 1985), Star Strider (česky Hvězdný lovec, Sharp, 1987) a Sky Lord (česky Nebeský lord, Allen, 1988). Z nich nejméně tři (Fantom ulice, Vzbouřená planeta a Hvězdný lovec) přímo nebo nepřímo odkazují na současnou Zemi.
Appointment with FEAR (česky Najdi SMRT, Jackson, 1985) představuje čtenáře jako superhrdinu ve fiktivním městě „Titan City“.
Spectral Stalkers (Darvill-Evans, 1991) byl zasazen do různých, vzájemně propojených dimenzí, z nichž některé odpovídaly archetypům fantasy a jiné sci-fi.
House of Hell (česky Pekelný dům, Jackson, 1984) se vymyká všem ostatním titulům, protože jde převážně o horor a navíc je zasazen do současnosti.

## Systém
Systém boje ve Fighting Fantasy je ve většině knih stejný a uděluje hráči tři charakteristiky, UMĚNÍ BOJE, STAMINU a ŠTĚSTÍ, které jsou na začátku náhodně určeny hodem kostky.
Kdykoli se hráč utká s nepřítelem v boji, statistiky soupeře jsou napsány v textu. Hráč hodí dvěma šestistrannými kostkami a přidá toto číslo ke svému UMĚNÍ BOJE, pak udělá totéž u soupeře. Ten bojovník, který zaznamenal vyšší číslo, zranil soupeře a zraněný si musí odečíst 2 body STAMINY. V tomto bodě má hráč možnost zkusit štěstí, kterým buď zvýší, nebo sníží napáchané škody. Tento proces obvykle pokračuje do té doby, než STAMINA jedné strany klesne na nulu a postava je mrtvá.
Zkoušení štěstí vstupuje do hry i jako pokyn na různých místech v příběhu; hráč hodí dvěma šestistrannými kostkami a výsledek porovná s hodnotou svého ŠTĚSTÍ. Pokud je výsledek nižší nebo roven této hodnotě, má štěstí a je informován o následku, naopak pokud je vyšší, má smůlu a čeká ho téměř vždy negativní následek. Ať už je výsledek jakýkoliv, hráč si po zkoušení štěstí sníží hodnotu svého ŠTĚSTÍ o jeden bod, takže je stále obtížnější mít vysokou hodnotu ŠTĚSTÍ (v některých případech dostane hráč možnost nezkoušet štěstí a nechat si jeho vysokou hodnotu pro lepší příležitost).
Některé knihy obsahují další statistiky, v Samurajově meči je to ČEST, v Beneath Nightmare Castle (česky Pod strašidelným zámkem, Darvill-Evans, 1987) VŮLE atd. Jiné knihy umožňují výběr speciálních vlastností; kouzla v Citadele chaosu a Chrámu zkázy, zvláštní schopnosti v Moonrunner (Hand, 1992) nebo superschopnosti v Najdi SMRT.
Některé knihy používají spolu s normálním bojem i souboje vozidel (např. Raketoplán Poutník nebo Fantom ulice) a většina sci-fi gamebooků obsahuje nějakou formu boje na dálku, s různými druhy řešení.
Série Magie poprvé představuje náhradu za kostky, na každé jednotlivé stránce jsou dole obrázky dvou kostek, které se dají použít místo skutečných. Knihy od Wizard Books používají stejnou metodu.

## Formáty obálky
Gamebooky Fighting Fantasy mají několik různých formátů obálek, původní série od Puffin Books má tři různé varianty. První řada knih měla pořadí v sérii vytištěné barevně na obálce, stejně tak i na páteři a zadní straně obálky. Tento design byl použit pro prvních sedm knih v angličtině. Druhá řada měla zelený pruh v horní části obálky, ve kterém byl nápis „Adventure Gamebook“ a číslo pořadí v sérii. Zde se rovněž poprvé objevuje logo Fighting Fantasy. Páteř a zadní část obálky každé knihy byly vybarveny jednotně světle zelenou, tento design byl používán až do 24 knihy série. Třetí finální řada má v horní části plochu s názvem autora, na které leží zlatý drak. Hřbet každé knihy zůstal jednotně světle zelený. Barva zadní části obálky se měnila s každou knihou. Tento design byl Puffin Books používán až do poslední knihy série.
Gamebooky Fighting Fantasy vydané firmou Wizard mají nový design obalu, nové Fighting Fantasy logo a novou ilustraci na obálce, až některé výjimky jako Appointment with FEAR nebo Curse of the Mummy, které si zachovaly původní ilustrace. Obálky byly změněny, protože ty staré nebyly přijatelné pro moderní trh. Autoři a spolutvůrci nejsou napsáni na obálce, místo toho jsou zde fráze „Steve Jackson and Ian Livingstone Present“ apod.
V Česku vydané gamebooky používají ilustrace z původní první série, až na knihy číslo 2, 3 a 4. Ty mají své vlastní unikátní ilustrace, které nejsou použity u žádné jiné jazykové mutace. Jejich autorem je Peter Andrew Jones.

## Navazující produkty
V České republice vychází v nakladatelství Perseus mezi roky 2000 – 2007 série Negart Group autorů Václava Kroce a Zbyňka Dacha. Skládá se ze 14 dílů a téměř všechny knihy mají standardních 400 odstavců. Od Fighting Fantasy se liší propracovanějším bojovým systémem a speciálními schopnostmi, které jsou pro každou knihu individuální. Autorem ilustrací na všech obálkách je Petr Bauer.
Časopis Warlock (nejprve vydávaný Puffin Books a později Games Workshop) poskytl další doplňující informace o světě Fighting Fantasy; každý díl obsahoval gamebook, nová pravidla, příšery, recenze a krátký komiks. Byl vydáván v období 1983–1986 a dočkal se třinácti pokračování.
V roce 1985 napsal Steve Jackson obrázkový gamebook Tasks of Tantalon, ve kterém musí hráč vyřešit sérii hádanek, které byly prezentovány jako velké, barevné obrázky, obsahující skryté stopy, které musí být nalezeny a vyřešeny.
The Warlock of Firetop Mountain (1986) a Legend of Zagor (1993) byly vydány jako deskové hry firmou Games Workshop.
Několik Fighting Fantasy titulů bylo vydáno jako videohry; Čaroděj z Ohňové hory, Citadela chaosu, Prokletý hvozd, Chrám zkázy, Krvavé moře, Najdi SMRT a Vzbouřená planeta pro Commodore 64, Amstrad, BBC a ZX Spectrum v roce 1984, Labyrint smrti firmou Eidos Interactive v roce 1998 pro PC a PlayStation.
5. prosince 2006 oznámili Jackson a Livingstone plány na vydáních série nový videoher založených na Fighting Fantasy pro Nintendo DS a PSP. První z nich, Fighting Fantasy: The Warlock of Firetop Mountain, byl pro DS ve Spojených státech vypuštěn 25. listopadu 2009, pro Apple iPhone a iPod touch na začátku ledna 2010.
Ze světa Fighting Fantasy bylo vydáno sedm novel, začalo to třemi samostatnými knihami The Trolltooth Wars (Jackson, 1989), Demonstealer (Gascoigne, 1991) a Shadowmaster (Livingstone & Gascoigne, 1992). V roce 1993 Ian Livingstone a Carl Sargent vydávají čtyřdílnou sérii The Zagor Chronicles, která navazuje na úspěch Čaroděje z Ohňové hory.

## Knihy Fighting Fantasy
Tituly vyznačené tučně v češtině nevyšly. U data vydání je první číslo rok vydání v originále, druhé v závorce rok vydání v České republice.
|    | Název                         | Autor                           | Ilustrátor                | Ilustrátor obálky          | Datum vydání |
| -- | ----------------------------- | ------------------------------- | ------------------------- | -------------------------- | ------------ |
| 1  | Čaroděj z Ohňové hory         | Steve Jackson a Ian Livingstone | Russ Nicholson            | Peter Andrew Jones         | 1982 (1994)  |
| 2  | Citadela chaosu               | Steve Jackson                   | Russ Nicholson            | Peter Andrew Jones         | 1983 (1994)  |
| 3  | Prokletý hvozd                | Ian Livingstone                 | Malcolm Barter            | Peter Andrew Jones         | 1983 (1995)  |
| 4  | Raketoplán Poutník            | Steve Jackson                   | Peter Andrew Jones        | Peter Andrew Jones         | 1983 (1995)  |
| 5  | Město zlodějů                 | Ian Livingstone                 | Iain McCaig               | Iain McCaig                | 1983 (1995)  |
| 6  | Labyrint smrti                | Ian Livingstone                 | Iain McCaig               | Iain McCaig                | 1984 (1995)  |
| 7  | Ostrov ještěřího krále        | Ian Livingstone                 | Alan Langford             | Ian McCaig                 | 1984 (1995)  |
| 8  | V bažinách škorpiónů          | Steve Jackson (USA)             | Duncan Smith              | Duncan Smith               | 1984 (1995)  |
| 9  | Jeskyně sněžné čarodějnice    | Ian Livingstone                 | Gary Ward a Edward Crosby | Les Edwards                | 1984 (1996)  |
| 10 | Pekelný dům                   | Steve Jackson                   | Tim Sell                  | Ian Miller                 | 1984 (1996)  |
| 11 | Talisman smrti                | Jamie Thomson & Mark Smith      | Bob Harvey                | Peter Andrew Jones         | 1984 (1996)  |
| 12 | Vesmírný zabiják              | Andrew Chapman                  | Geoffrey Senior           | Christos Achilleos         | 1985 (1996)  |
| 13 | Fantom ulice                  | Ian Livingstone                 | Kevin Bulmer              | Jim Burns                  | 1985 (1996)  |
| 14 | Chrám zkázy                   | Ian Livingstone                 | Bill Houston              | Christos Achilleos         | 1985 (1997)  |
| 15 | Ketherské bratrstvo           | Andrew Chapman                  | Nik Spender               | Terry Oakes                | 1985 (1997)  |
| 16 | Krvavá moře                   | Andrew Chapman                  | Bob Harvey                | Rodney Matthews            | 1985 (1997)  |
| 17 | Najdi SMRT                    | Steve Jackson                   | Declan Considine          | Brian Bolland              | 1985 (1997)  |
| 18 | Vzbouřená planeta             | Robin Waterfield                | Gary Mayes                | Alan Craddock              | 1985 (1997)  |
| 19 | Démoni z hlubin               | Steve Jackson (USA)             | Bob Harvey                | Les Edwards                | 1986 (1998)  |
| 20 | Samurajův meč                 | Mark Smith a Jamie Thomson      | Alan Langford             | Peter Andrew Jones         | 1986 (1998)  |
| 21 | Zápas mistrů                  | Ian Livingstone                 | Brian Williams            | Brian Williams             | 1986 (1998)  |
| 22 | Komando robotů                | Steve Jackson (USA)             | Gary Mayes                | David Martin               | 1986 (1998)  |
| 23 | Masky zmaru                   | Robin Waterfield                | Russ Nicholson            | John Sibbick               | 1986 (1998)  |
| 24 | Strašlivý netvor              | Steve Jackson                   | Alan Langford             | Ian Miller                 | 1986 (1999)  |
| 25 | Pod strašidelným zámkem       | Peter Darvill-Evans             | Dave Carson               | Terry Oakes                | 1987 (1999)  |
| 26 | Černokněžníkova krypta        | Ian Livingstone                 | John Sibbick              | Les Edwards                | 1987 (1999)  |
| 27 | Hvězdný lovec                 | Luke Sharp                      | Gary Mayes                | Alan Craddock              | 1987 (1999)  |
| 28 | Přízraky strachu              | Robin Waterfield                | Ian Miller                | Ian Miller                 | 1987 (1999)  |
| 29 | Půlnoční lupič                | Graeme Davis                    | John Sibbick              | John Sibbick               | 1987 (2000)  |
| 30 | Propasti zla                  | Luke Sharp                      | Russ Nicholson            | Les Edwards                | 1987 (2000)  |
| 31 | Bojechtivý válečník           | Marc Gascoigne                  | David Gallagher           | David Gallagher            | 1988 (2000)  |
| 32 | Otroci propasti               | Paul Mason a Steve Williams     | Bob Harvey                | Terry Oakes                | 1988 (2000)  |
| 33 | Nebeský lord                  | Martin Allen                    | Tim Sell                  | Les Edwards                | 1988 (2001)  |
| 34 | Zloděj duší                   | Keith Martin                    | Russ Nicholson            | Terry Oakes                | 1988 (2001)  |
| 35 | Dýky temnoty                  | Luke Sharp                      | Martin McKenna            | Les Edwards                | 1988 (2002)  |
| 36 | Armády smrti                  | Ian Livingstone                 | Nik Williams              | Chris Achilleos            | 1988 (2002)  |
| 37 | Brána zla                     | Peter Darvill-Evans             | Alan Langford             | David Gallagher            | 1989 (2003)  |
| 38 | Upírova hrobka                | Keith Martin                    | Martin McKenna            | Les Edwards                | 1989 (2004)  |
| 39 | Tesáky běsu                   | Luke Sharp                      | David Gallagher           | David Gallagher            | 1989 (2005)  |
| 40 | Dead of Night                 | Jim Bambra a Stephen Hand       | Martin McKenna            | Terry Oakes                | 1989         |
| 41 | Master of Chaos               | Keith Martin                    | David Gallagher           | Les Edwards                | 1990         |
| 42 | Black Vein Prophecy           | Paul Mason a Steven Williams    | Terry Oakes               | Terry Oakes                | 1990         |
| 43 | The Keep of the Lich Lord     | Dave Morris a Jamie Thomson     | David Gallagher           | David Gallagher            | 1990         |
| 44 | Legend of the Shadow Warriors | Stephen Hand                    | Martin McKenna            | Terry Oakes                | 1991         |
| 45 | Spectral Stalkers             | Peter Darvill-Evans             | Tony Hough                | Ian Miller                 | 1991         |
| 46 | Tower of Destruction          | Keith Martin                    | Pete Knifton              | Terry Oakes                | 1991         |
| 47 | The Crimson Tide              | Paul Mason                      | Terry Oakes               | Alan Craddock              | 1992         |
| 48 | Moonrunner                    | Stephen Hand                    | Martin McKenna            | Terry Oakes                | 1992         |
| 49 | Siege of Sardath              | Keith P. Phillips               | Pete Knifton              | Les Edwards                | 1992         |
| 50 | Návrat do Ohňové hory         | Ian Livingstone                 | Martin McKenna            | Les Edwards                | 1992 (2024)  |
| 51 | Island of the Undead          | Keith Martin                    | Russ Nicholson            | Terry Oakes                | 1992         |
| 52 | Night Dragon                  | Keith Martin                    | Tony Hough                | Tony Hough                 | 1993         |
| 53 | Spellbreaker                  | Jonathan Green                  | Alan Langford             | Alan Langford              | 1993         |
| 54 | Legend of Zagor               | Ian Livingstone                 | Martin McKenna            | Jim Burns a Martin McKenna | 1993         |
| 55 | Deathmoor                     | Robin Waterfield                | Russ Nicholson            | Terry Oakes                | 1994         |
| 56 | Knights of Doom               | Jonathan Green                  | Tony Hough                | Tony Hough                 | 1994         |
| 57 | Magehunter                    | Paul Mason                      | Russ Nicholson            | Ian Miller                 | 1995         |
| 58 | Revenge of the Vampire        | Keith Martin                    | Martin McKenna            | Les Edwards                | 1995         |
| 59 | Curse of the Mummy            | Jonathan Green                  | Martin McKenna            | Martin McKenna             | 1995         |
| 60 | Eye of the Dragon             | Ian Livingstone                 | Martin McKenna            | Martin McKenna             | 2005         |
| 61 | Bloodbones                    | Jonathan Green                  | Tony Hough                | Martin McKenna             | 2006         |
| 62 | Howl of the Werewolf          | Jonathan Green                  | Martin McKenna            | Martin McKenna             | 2007         |
| 63 | Stormslayer                   | Jonathan Green                  | Stephen Player            | Stephen Player             | 2009         |
| 64 | Night of the Necromancer      | Jonathan Green                  | Martin McKenna            | Martin McKenna             | 2010         |
| 65 | Blood of the Zombies          | Ian Livingstone                 | Kevin Crossley            | Greg Staples               | 2012         |
| 66 | Přístav nebezpečí             | Ian Livingstone                 | Vlado Krizan a Leo Hartas | Robert Ball                | 2017 (2020)  |
| 67 | Brány smrti                   | Charlie Higson                  | Vlado Krizan a Leo Hartas | Robert Ball                | 2018 (2021)  |
| 68 | Assassins of Allansia         | Ian Livingstone                 | Robert Ball               | Robert Ball                | 2019         |
| 69 | Krystal bouří                 | Rhianna Pratchett               | Eva Eskelinen             | Eva Eskelinen              | 2020 (2024)  |
| 70 | Secrets of Salamonis          | Steve Jackson a Jonathan Green  | Tazio Bettin              | Tazio Bettin               | 2022         |
| 71 | Stín obrů                     | Ian Livingstone                 | Mike McCarthy             | Mike McCarthy              | 2022 (2024)  |
| 72 | The Dungeon on Blood Island   | Ian Livingstone                 | Iain McCaig               | Krisztián Balla            | 2024         |

## Magie Steva Jacksona
Tituly vyznačené tučně v češtině nevyšly. U data vydání je první číslo rok vydání v originále, druhé v závorce rok vydání v České republice.
|   | Název                             | Autor         | Ilustrátor   | Ilustrátor obálky | Datum vydání |
| - | --------------------------------- | ------------- | ------------ | ----------------- | ------------ |
|   | The Sorcery Spell Book            | Steve Jackson | John Blanche | Maggie Kneen      | 1983         |
| 1 | Napříč Shamutantskou pahorkatinou | Steve Jackson | John Blanche | John Blanche      | 1983 (1996)  |
| 2 | Kharé – Bašta zla                 | Steve Jackson | John Blanche | John Blanche      | 1984 (1997)  |
| 3 | Sedm mystických hadů              | Steve Jackson | John Blanche | John Blanche      | 1984 (1998)  |
| 4 | Koruna králů                      | Steve Jackson | John Blanche | John Blanche      | 1985 (1998)  |

## Knihy Negart Group
|    | Název                 | Autor       | Ilustrátor  | Ilustrátor obálky | Datum vydání |
| -- | --------------------- | ----------- | ----------- | ----------------- | ------------ |
| 1  | Ostrov vyhnanců       | Zbyněk Dach | Václav Kroc | Petr Bauer        | 2000         |
| 2  | Černé stíny           | Zbyněk Dach | Václav Kroc | Petr Bauer        | 2001         |
| 3  | Ochránce              | Václav Kroc | Petr Bauer  | Petr Bauer        | 2001         |
| 4  | Nemrtvá spravedlnost  | Zbyněk Dach | Petr Bauer  | Petr Bauer        | 2002         |
| 5  | Hlava smrtihlava      | Zbyněk Dach | Petr Bauer  | Petr Bauer        | 2002         |
| 6  | Síla druidů           | Václav Kroc | Petr Bauer  | Petr Bauer        | 2003         |
| 7  | Král noci             | Václav Kroc | Petr Bauer  | Petr Bauer        | 2003         |
| 8  | Zlaté údolí           | Zbyněk Dach | Petr Bauer  | Petr Bauer        | 2004         |
| 9  | Smrtící jed           | Václav Kroc | Petr Bauer  | Petr Bauer        | 2004         |
| 10 | Krvavá země           | Václav Kroc | Petr Bauer  | Petr Bauer        | 2005         |
| 11 | Rytíř půlnoční hvězdy | Zbyněk Dach | Petr Bauer  | Petr Bauer        | 2005         |
| 12 | Ztracená říše         | Václav Kroc | Petr Bauer  | Petr Bauer        | 2006         |
| 13 | Šarlatové písky       | Zbyněk Dach | Petr Bauer  | Petr Bauer        | 2006         |
| 14 | Jezero smrti          | Václav Kroc | Petr Bauer  | Petr Bauer        | 2007         |

15- Smrtící hra